# 奇廉
奇廉（西班牙語發音：[tʃiˈʎan]) 是位于智利紐布列大區的首府，位于首都圣地亚哥南部约400公里，处在智利的地理中心位置，人口為184,739人。这里自2015年9月6日是新纽布列大区的首府。市内有火车站一座、城际公交站一个、康塞普西翁大学农业分支和一座军团基地。这座城市既有现代化的封闭式商场，也有占地数个街区、出售果蔬、手工制品和服饰的露天集市。附近的山区是滑雪和泡温泉的胜地。
这座城市1580年由西班牙人始建，纵使在与西班牙的战争中遭到马普切人和其他部落的无数次攻击，它仍然屹立直至今日。随着时间的推移，奇廉已成为马普切人、麦士蒂索人相会的重要贸易场所。许多来自巴塔哥尼亚和阿根廷潘帕斯草原的物产被人们翻山越岭引进奇廉的市场。由于19世纪早期的智利独立战争和紧接着的土匪狂潮，奇廉乡下被劫掠一空。1939年这座城市毁于大地震，迫使政府发起大规模重建工程。

## 歷史
奇廉所处的区域早期有名为Chiquillanes的原住民定居。
奇廉于1580年由Martín Ruiz de Gamboa在奇良維耶霍原址上建立，命名为San Bartolomé de Chillán。当时他正抗击当地土著人，但在这个名字下进行得并不顺利，他便把这里改为现在的名字，土著印第安语意为“在日落时”。
在1655年马普切人起义期间，奇廉被马普切战士占领。西班牙人在战壕和一座绝壁上的堡垒中抵抗。为祈求奇迹，西班牙人在战壕附近挂起一张玛丽的图画，以抵御假想中马普切人的射箭攻击。起义开始后大约一个月的三月初，情况非常危急，以至于西班牙人为了逃出冲突区域而抛弃城市向北进发。Real Audiencia of Santiago 宣布撤离是懦夫行为，因此禁止奇廉的难民越过马乌莱河北岸。由于难民群体内部爆发天花，且擅自越界会被判处死刑，这事实上成为一种隔离措施。
奇廉自建城起就处于智利农业区的核心。它也处于地震区域，整个历史上经常遭受破坏性极强的地震；1939年的大地震中30,000人丧生，并动员了国际援助。
智利国父贝尔纳多·奥希金斯1778年生于奇廉。他是智利独立战争中抗击西班牙的背后支持者，在1817年对抗西班牙人的查卡布科战役后被选为最高领导人并宣布独立。后来在玛伊波战场上的胜利则巩固了这个国家的自由。他被流放秘鲁后于1842年逝世。

## 人口
根据2017年智利国家统计局人口普查结果，奇廉占地面积511.2 km2（197 sq mi），居民184,739人（男性87,521，女性97,218）。在这些人口中，168,647(91.2%)居住于市区，16,092(8.8%)居住于农村。在1992年至2017年的人口普查之间，人口增长率達24.3%（36,228人）。
由奇廉当地居民使用超过400年的区域居民称谓词是Chillanejo，然而这个词还没有收录于仅认可Chillanense的《西班牙皇家学院词典》。

### 著名人物

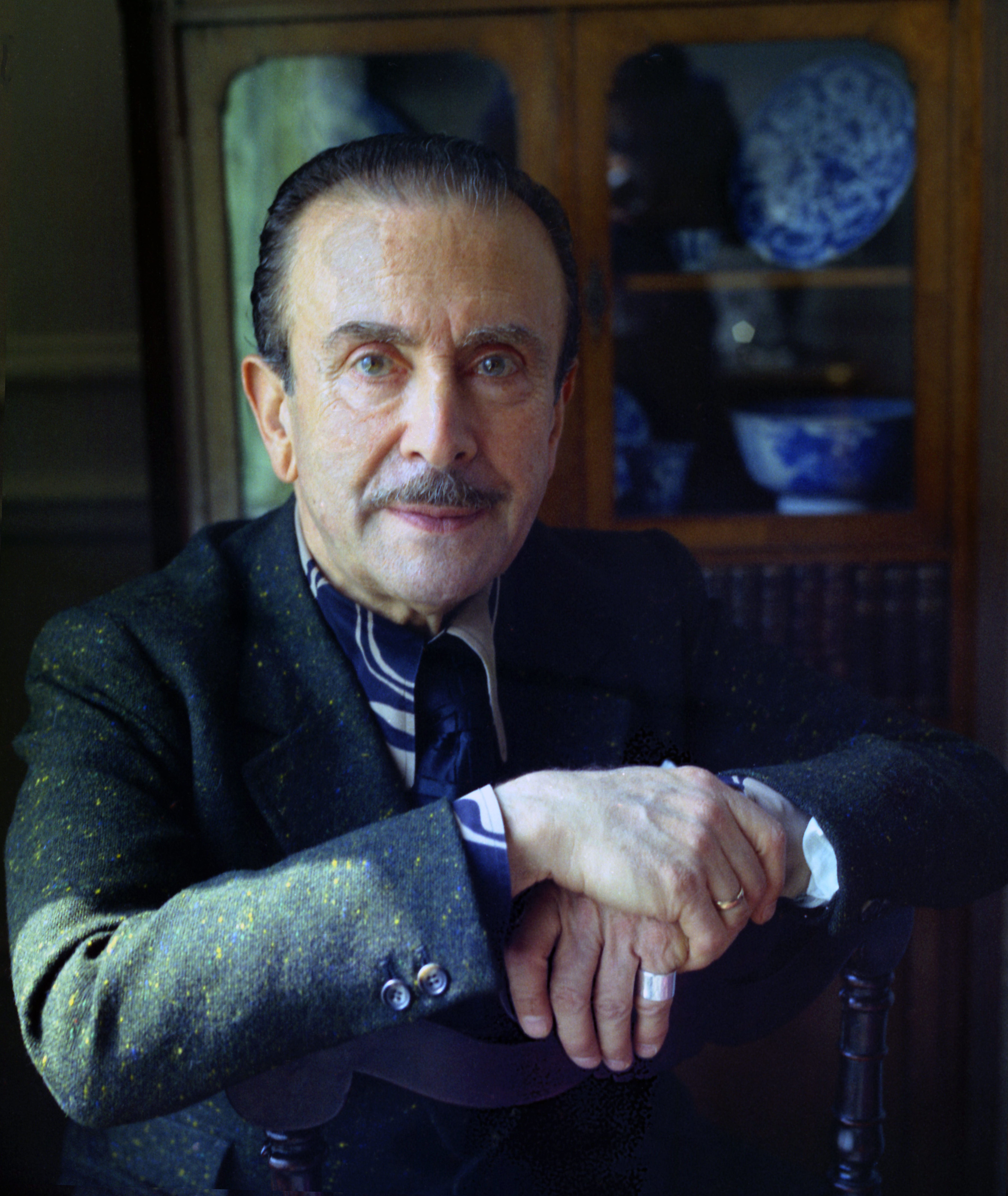
1974年的克劳迪奥·阿劳，Allan Warren摄

奇廉还已经培养出众多的艺术家。一个著名的例子就是钢琴家克劳迪奥·阿劳。不仅如此，拉蒙·維奈是1950年代在奥泰罗中演唱的男高音歌手，由托斯卡尼尼指挥。他是纽约大都会歌剧院的常驻歌手，同时演唱男高音与男中音角色。而他在这里最后几场表演之一是塞维利亚的理发师中的男低音角色Basilio，最后于1969年退休。